# 北欧神话

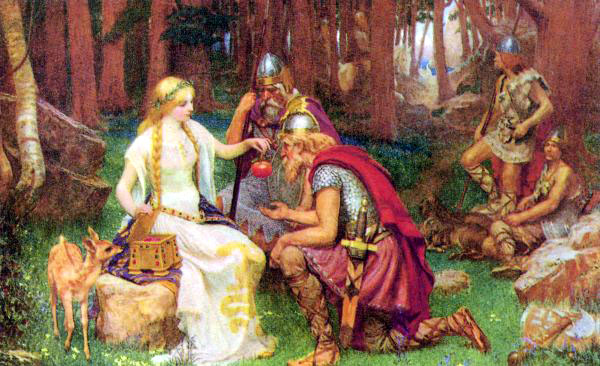
北歐的眾神是會老死的，由豐收女神伊登（Iðunn）負責看管能使眾神長生不死的魔法蘋果。Image by J. Penrose, 1890.

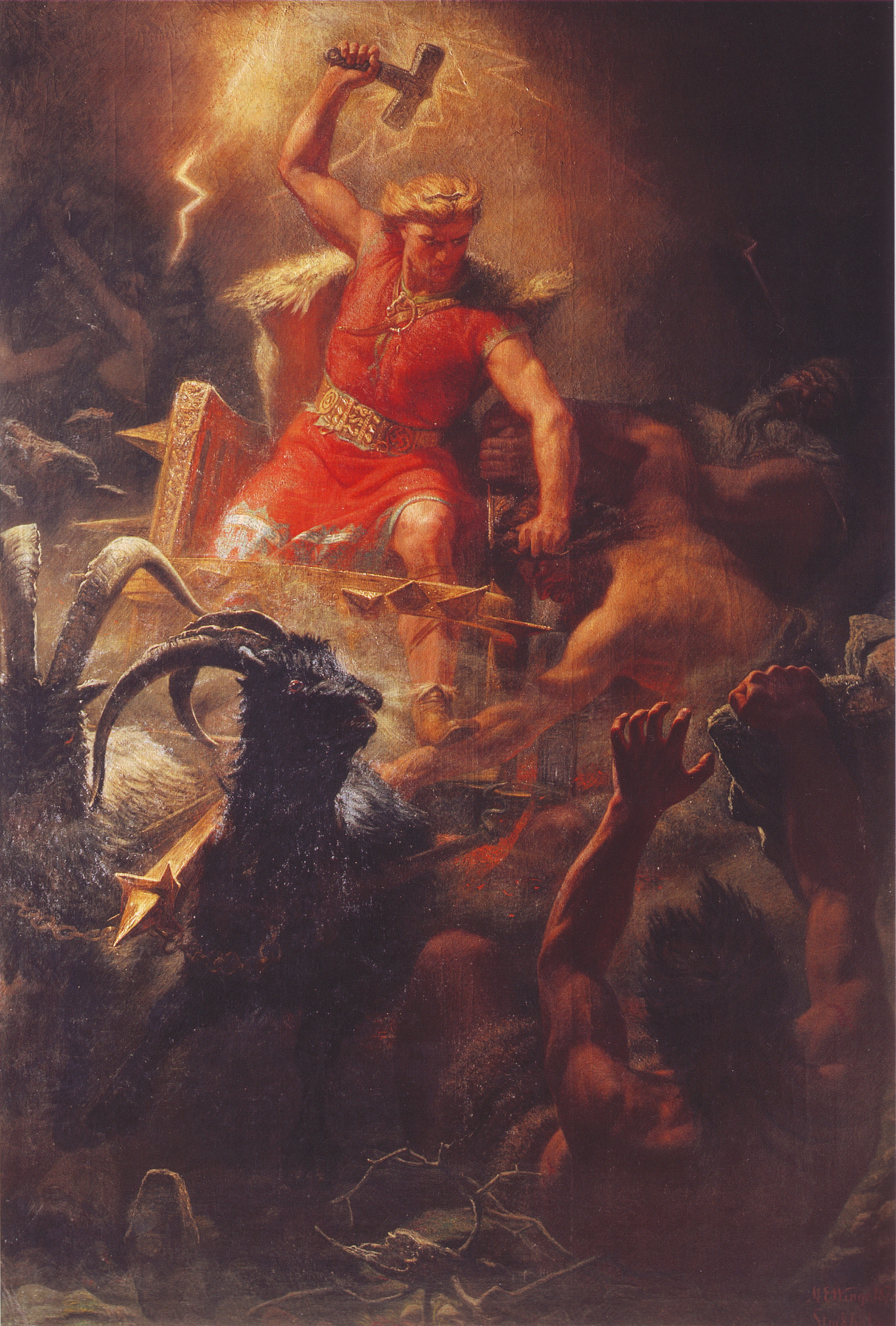
雷神索爾（Thor）搭上戰車，與巨人們決戰。

北歐神話是與北歐多神教有關的神話、傳說和超自然生物概念的總稱。它的歷史可以追溯到很久以前，但直到維京時代才有詳細資料留存至今。神話由講述神的生活和祂們在世界上的工作之故事組成。 這些神話不僅講述了眾神的生活以及祂們與其他神靈群體的衝突，而且還見證了神話講述者自己的生活經歷。神話是在一定的環境中產生的，這就決定了故事的主題。 因此，北歐神話講述了人類為與自然生存而進行的永恆鬥爭，講述了世系間的衝突，以及人類社會中存在的社會緊張局勢，儘管這些被描述為超自然領域的事件。
不存在規範性文本，保存至今的材料是一系列或多或少不按計劃彙編的資料。當代研究者基於它們進行研究與重構。北歐宗教研究者Jens Peter Schjødt將其描述為實際上之普遍理想形象。一些神話概念和故事因此在民間傳說中得以延續。一些元素甚至可以一直流傳到現代；然而，它主要涉及相對不重要的神話角色的概念，例如精靈、Vætte、尼森小人和洞穴巨人。作為多個歐洲地區與族裔之恢復傳統宗教趨勢的一部分，出現了各種團體試圖重建一種基於北歐神話的宗教「Asetro」。
大部分流傳至今的神話著重於神祇與其他生物的互動，例如和人類與和巨人的互動，其他生物可以是神祇的朋友、愛人、敵人，或家人。北歐神話的世界觀中，宇宙中心是世界之樹，世界之樹上生有九個世界。北歐神話中有很多創造的故事，如世界是由最早的生物尤彌爾的屍骸所造，與最早的兩個人類，男人阿斯克 (Ask) 與女人恩布拉 (Embla)。預言中提到九大世界會在諸神黃昏中毀滅與重生，神祇和敵人會發生一場激烈的戰爭，世界會陷入火海，火焰熄滅後重生，大地重新變得富饒與綠意盎然，倖存的兩個人類男人里普特拉西爾 (Lífþrasir) 和女人莉芙 (Líf) 會重新建構世界。
流傳至今的神話都是由中世紀之基督宗教作家紀錄下來。 在基督教普及並取代傳統宗教之前，它們作為口頭故事流傳下來，代代相傳。 宗教的變化意味著神話作為一種活生生的傳統隨著支持它的機構消失而慢慢消亡。 同時，由於基督教帶來的技術，流傳下來的神話才得以保存下來。 在中世紀，在羊皮紙上書寫與教會機構密切相關，寫下神話的人幾乎可以肯定在這樣的地方接受過教育。
十七世紀時北歐神話引起了歐洲學術界的興趣，許多學者紛紛投入研究，透過比較神話學與歷史語言學，學者成功辨識出多個日耳曼神話中共有的要素，最遠甚至能追溯至原始印歐神話。現代人對維京文化特別感興趣，因此常常可以在日常的流行文化中發現北歐神話的影子，某些地區甚至流行起了日耳曼新異教主義。

## 來源

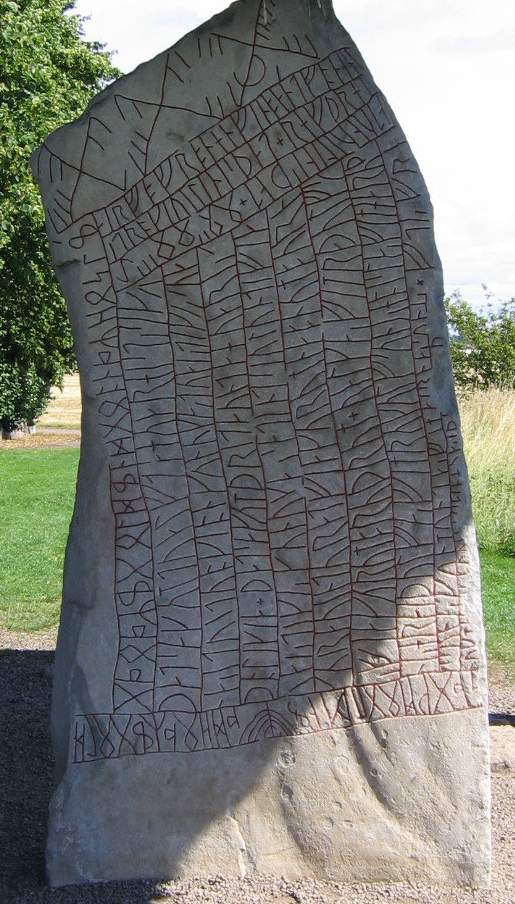
位於瑞典東約特蘭省沃克 (瑞典)的沃克符文石刻（編號Ög 136），上面以新弗薩克盧恩文字記載了與北歐神話相關的內容。

北歐神話多是以古北歐語撰寫而成，古北歐語是中世紀時斯堪地那維亞人所使用的語言，是現代斯堪的那維亞語支的祖先。大部分北歐神話的文本都是出自冰島，但其內容可追溯至基督教時期之前，只是在基督教時期才被以文字的形式記錄下來，大部分的手稿是在西元十三世紀撰寫的，包括由斯諾里·斯蒂德呂松撰寫的《散文埃達》和佚名整理的《詩體埃達》。
《散文埃達》的內容出自於吟遊詩人，原先是以口語的方式傳播，後來才由斯諾里·斯蒂德呂松集結成書，吟遊詩人的文學方格偏好使用頭韻法、隱喻，和其他多種韻律法。《散文埃達》囊括了數個不同作者的作品，橫跨基督教時期前後，其內容也有多處與《詩體埃達》相關。《詩體埃達》大部分由詩組成，某些地方則包含散文形式的敘述句，與《散文埃達》相比，《詩體埃達》較為樸素直白，使用的隱喻也較少。
《詩體埃達》的特點是其中的神祇與神話生物都被去神話化，也就是被描寫為歷史上真實存在，在當時因為會使用魔法而被神化的人物，或是以基督教的角度將其描寫為魔鬼。其他去神話化的文學作品包含十三世紀斯諾里·斯蒂德呂松撰寫的《挪威王列傳》，以及十二世紀薩克索·格拉瑪提庫斯以拉丁文撰寫的《丹麥人的事跡》。
薩迦文學以古北歐語撰寫而成，其中記載了無數的故事，從冰島人的家族故事（冰島人薩迦）到民族大遷徙時期歷史人物的故事。物品或石碑以盧恩符文的形式記載北歐神話中的事件與人物，例如肯尼比護身符和沃克盧恩石。有一些文物則常常和其他事物一起出土，如雷神之錘妙爾尼爾常出土於異教徒的墳墓中，以及銀製的女性小人（代表瓦爾基麗或女神）則與戰爭、命運，祖靈崇拜有關。透過歷史語言學與比較神話學，學者得以重建早期印歐民族的神話中的部分內容。
大部分北歐神話的詩歌與故事起源於中世紀、維京時期、民族大遷徙時期或更早以前，但大部分都已亡佚，只有極小部分流傳至今。中世紀到現代也有一些與北歐文化相關的內容，如十四世紀挪威婦女魔法書使用的咒語，以及十七世紀時撰寫的魔法書便和北歐神話相關。有些地方與神祇的名字命名，可以從地名的地理位置推測神祇之間的關係，以及該神祇在各地是否受到歡迎，或是神祇與地形的關聯。

## 神話內容

### 神族與其他生物

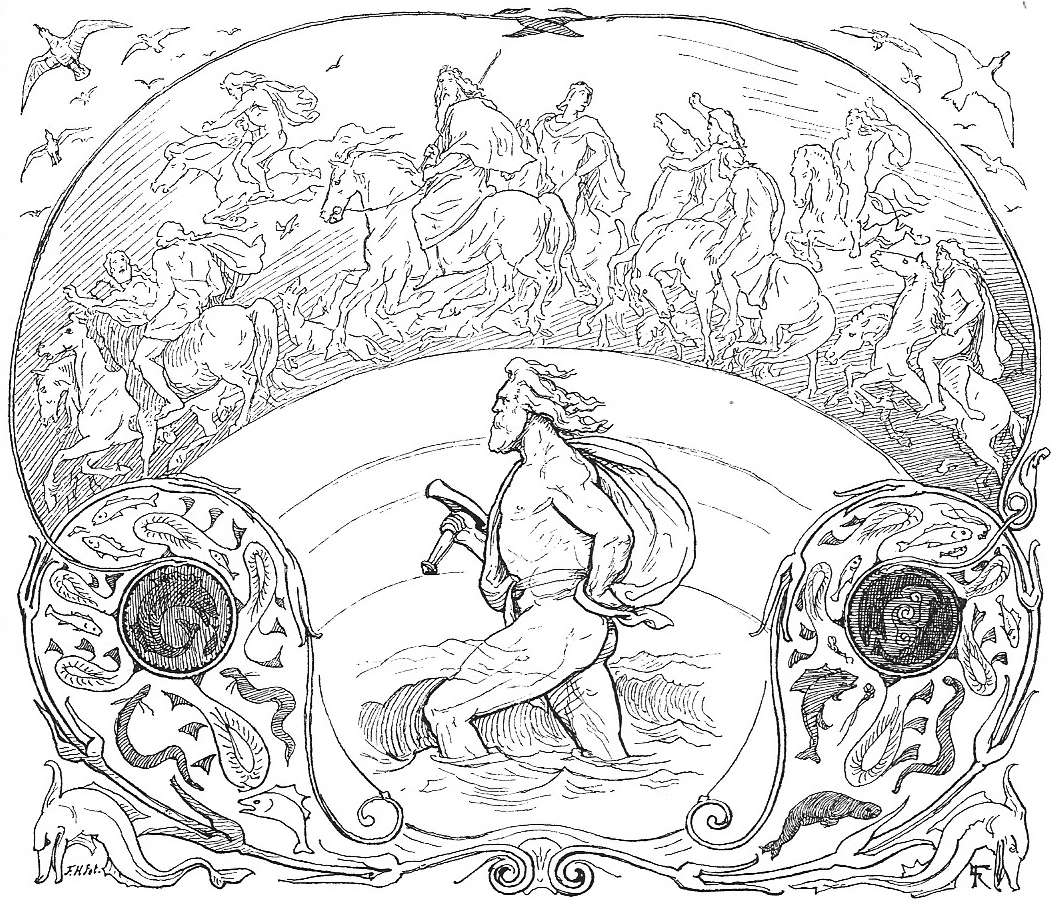
索爾穿越河流，其餘的亞薩神族跨越彩虹橋，由 Lorenz Frølich 於1895年繪製。

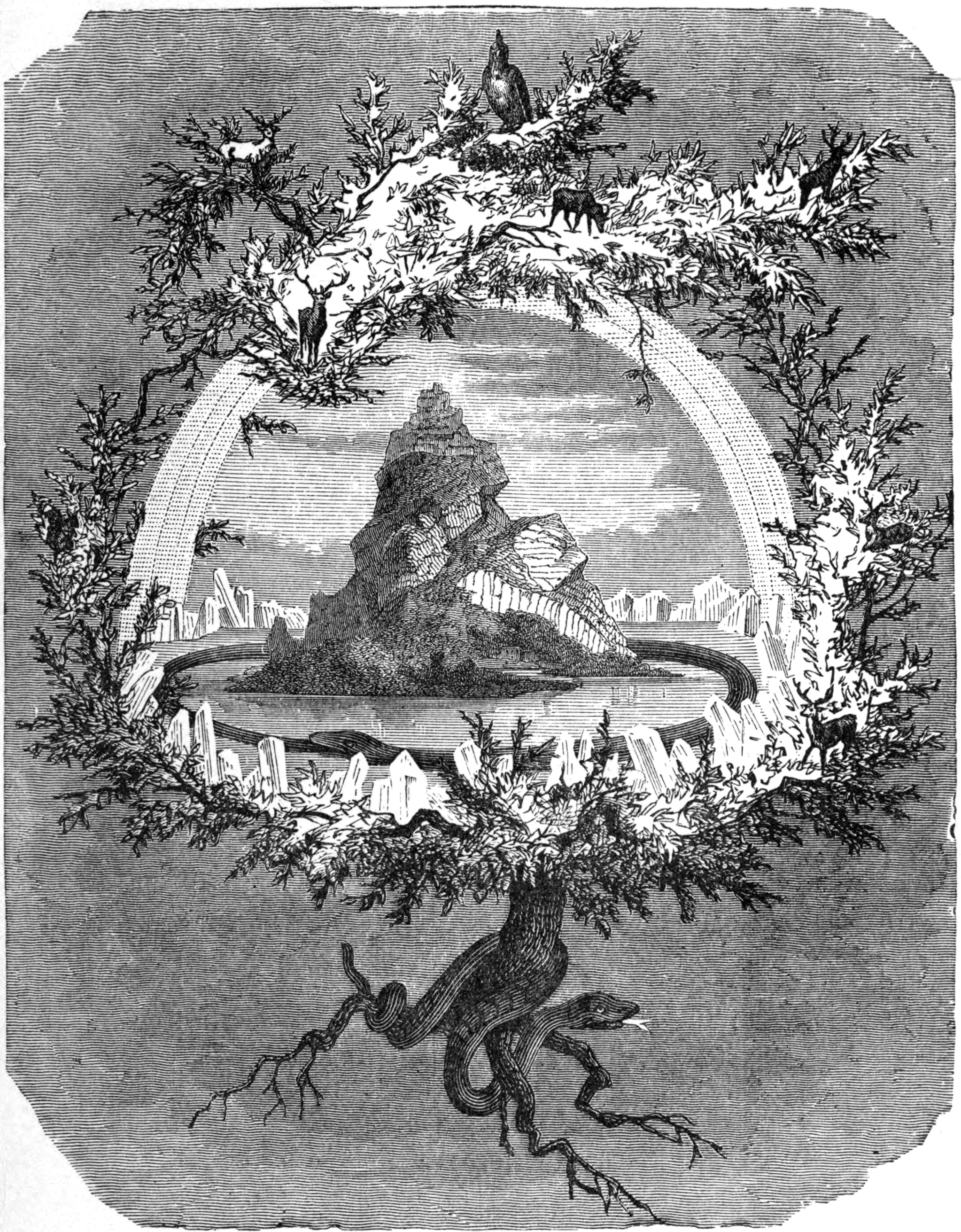
北歐神話的世界觀，九大世界環繞世界之樹而生。【世界之樹】，由 Friedrich Wilhelm Heine 於1886年繪製。

北歐神話的故事多以神祇的困境和神祇與其他生物的互動為題，如神祇與約頓巨人可以是摯友、愛人、敵人，或是家人。根據人名和地名，維京時期時最受歡迎的神祇是雷神索爾，索爾會無情的追殺敵人，索爾有一把毀天滅地、聲音如雷鳴般的神錘妙爾尼爾。神話中記載到索爾打敗了無數的約頓巨人，還娶了美麗的金髮女神希芙為妻。
奧丁也很常出現在文本中，奧丁獨眼，手持長矛，兩側伴隨野狼和渡鴉，在各個世界中旅行追求知識。奧丁曾自我獻祭，倒吊在世界之樹上九天九夜，獲得了盧恩文字，之後將其傳給人類。奧丁和死亡、智慧，和詩歌有關。奧丁是阿斯嘉特的統治者，領導亞薩神族。奧丁的妻子芙麗嘉可以看見未來，但從不和任何人提及，巴德爾是奧丁之子，多次夢見自己的死亡後被洛基陷害身亡，隨後去了冥界。
一半的死者屬於奧丁，另一半則屬於芙蕾雅，芙蕾雅是位美麗又感性的女神，身穿羽毛斗篷，會使用賽爾魔法 (seiðr)，芙蕾雅會親臨戰場並挑選戰死的勇士，被選中的死者便能夠住進芙蕾雅的住所弗爾克范格。芙蕾雅的丈夫是奧德，奧德失蹤以後芙蕾雅非常傷心，於是前往世界各地尋找奧德的蹤跡。芙蕾雅的兄弟是弗雷，弗雷和天氣、忠誠、人類性別，和農業有關，弗雷透過農業帶給人類和平與喜悅，弗雷對約頓巨人葛德一見鍾情，後來贏得了葛德的芳心，但也導致了弗雷未來將發生的不幸之事。芙蕾雅的父親是尼約德，尼約德和船隻、航海、財富，與繁榮相關。芙蕾雅的母親是尼約德的姊妹（其名未在文本中提及），相較於芙蕾雅的母親，文本中更多著墨於尼約德與滑雪和狩獵女神絲卡蒂的戀情，這段感情多舛，絲卡蒂離不開她鍾愛的山野，尼約德也離不開他鍾愛的海洋。尼約德、芙蕾雅，和弗雷都屬於華納神族，華納神族和亞薩神族是不同的族群，但在神族大戰 (Aesir–Vanir War) 後合而為一。
其他的神祇還有守護金蘋果的伊登、詩歌之神布拉吉、金牙的神海姆達爾、古老的神提爾、女神葛馮。
除了神族以外還有精靈和矮人，精靈常被描述為耀眼奪目美麗非常的生物，而矮人則被描述為住在地底的工匠。另外還有一群被稱作約頓 (jötnar)、蠻人 (thursar)、山怪 (trolls)（常被簡化通稱為巨人）的生物，有些巨人會協助神族，有些會妨礙神族，有些則會加入神族（如洛基）。諾恩、狄絲 (dísir)、瓦爾基麗也常受矚目，這三種女神扮演的角色與能力有時候會重疊，但總的來說三者都與命運相關。

### 創世神話
世界初始一片荒蕪，宇宙中心有道深不見底的鴻溝名為金倫加，鴻溝之北為寒冷的尼福爾海姆，鴻溝之南是炙熱的穆斯貝爾海姆。在岩漿與冰川匯集之地，誕生了宇宙初始的生命，巨人尤彌爾和母牛歐德姆布拉，歐德姆布拉舔食著結冰的岩石上面的鹽分維生，而尤彌爾則吸食著歐德姆布拉的乳水維生。
之後，尤彌爾分別從左右的腋窩中誕下了智慧巨人密米爾和女巨人貝斯特拉，而他的雙腿則誕下一個六頭的怪物—瑟洛特格爾密爾 (Þruðgelmir)。另外，在母牛歐德姆布拉的舔舐下，冰中出現阿薩神族之祖布利，布利生下包爾，包爾和女巨人貝斯特拉生下了奧丁、威利(Vili)、菲。巨人和諸神相當不合，雙方挑起戰火。後來尤彌爾被諸神所殺，巨人族戰敗，剩下的巨人逃往約頓海姆。
後來諸神利用尤彌爾的屍骸打造世界，以肉體作為大地，再以血液作為大海，頭髮作為草木，再用頭骨造出蒼穹，腦髓造出雲朵，至於人類所居住的中土世界，則是以尤彌爾的眉毛打造而成。當尤彌爾屍身腐爛長出蛆，這些蛆就變成了精灵及侏儒。奧丁命四個具有怪力的侏儒支撐著天空的四角。尤彌爾的眉毛則被用來造成牆壁用來圍住「中間世界/中庭」（Midgard，米德加爾特）。然後奧丁又捕捉穆斯貝爾海姆的火焰，將他們化為星星、月亮、太陽，並訂定了四季的運行。諸神又取來梣木枝造成男人，用榆樹枝造了女人。男的取名「阿斯克」（即「梣樹」），女的叫做「恩布拉」（即「榆樹」）。奧丁給他們生命和靈魂，威利給他們理性與動作，菲給他們感情、儀表和語言。這就是人類的始祖。

### 世界觀

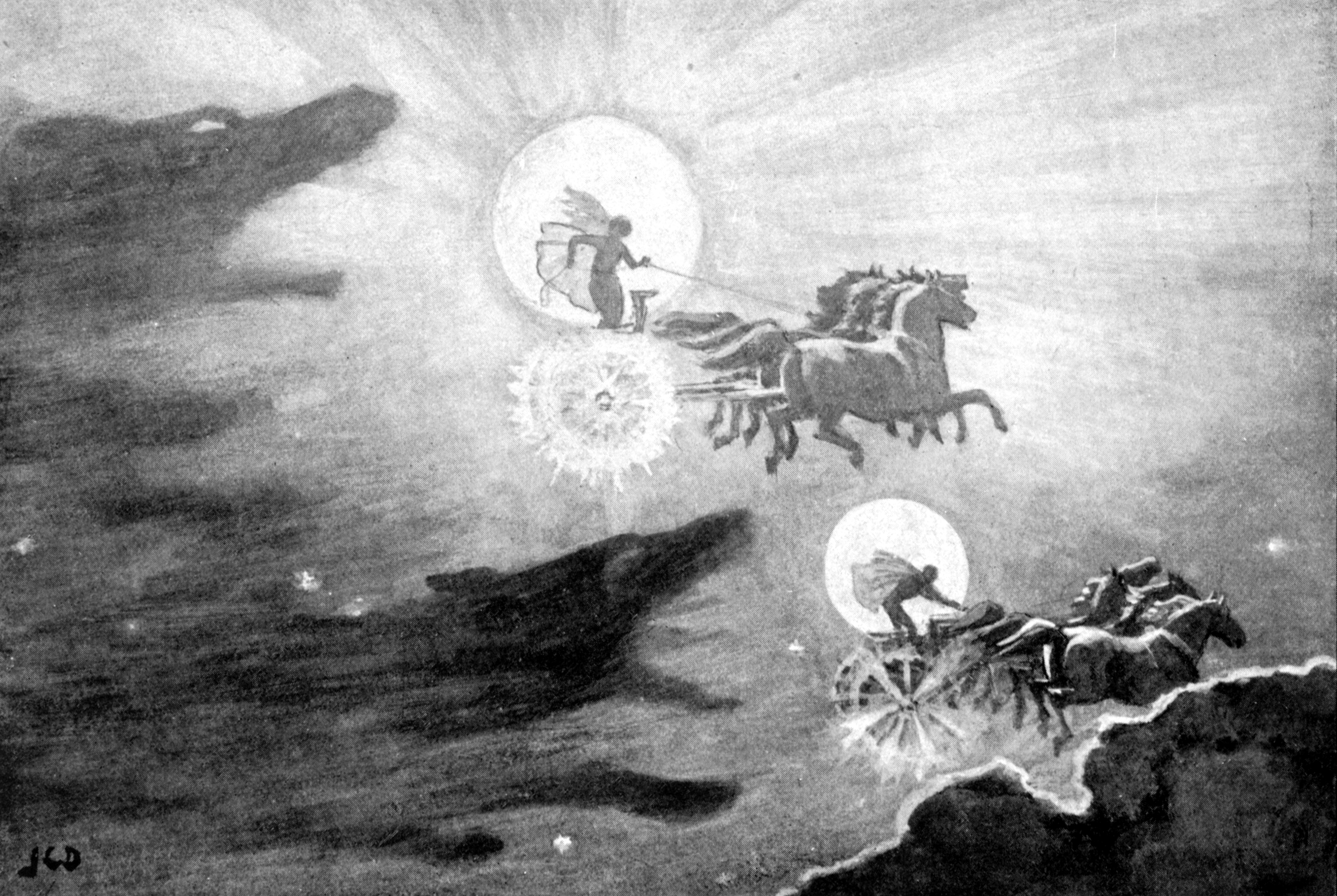
太陽女神蘇爾與月亮之神曼尼 (Máni) 被巨狼斯庫爾與哈提 (Háti) 追趕。【巨狼追趕蘇爾和曼尼】，由J. C. Dollman 於1909年繪製。

北歐神話中有九大世界，九大世界圍繞世界之樹而生，九大世界各有其民，如阿斯嘉特的亞薩神族以及中土世界的人類，北歐神話中常有往返九大世界的故事，例如亞薩神族去到中土世界與人類互動。世界之樹上住有許多生物，如傳口信的松鼠拉塔托斯克與樹頂的神鷹維德佛爾尼爾。世界之樹有三條主要的根，與命運相關的諾恩三女神便居住在其中一條根的基部。北歐神話中的元素常被具象化，如太陽與女神蘇爾、月亮與神祇曼尼 (Máni)、大地與女神嬌德、白天和神祇達格 (Dagr)，與黑夜和約頓巨人諾特。
北歐神話中的死後世界很複雜，死者有可能會去到由赫爾所統治冥界，有可能會被奥丁帶去英靈殿，也有可能被女神芙蕾雅選中住進弗爾克范格。死在海上的人會被女神瀾 (Rán) 帶走，女神葛馮則負責以處子之身死去的女性。有些文本則提及投胎轉世。大多數關於世界觀的文本都以冰島文撰寫，諸神黃昏常在文本中出現，諸神黃昏講述了世界未來的毀滅與重生。

### 人類
根據《散文埃達》和《詩體埃達》的〈女巫的預言〉，最早的人類名為亞斯克 (Ask) 和恩布拉 (Embla)，亞斯克和恩布拉是亞薩神族奧丁、威利，和菲發現的漂流木，後來三位神祇賜予漂流木生命。由木頭帶來生命的象徵也出現在諸神黃昏，世界毀滅時，男人里普特拉西爾 (Lífþrasir) 和女人莉芙 (Líf) 因為躲在樹幹中所以幸免於難，這兩個倖存的人類會讓世界重新恢復生機，重新建構社會。

### 對流行文化的影響
隨著古北歐語的文本被翻譯成現代的語言，大家漸漸習慣北歐文化，在二十世紀末期，北歐神話的元素常常出現在科幻小說、奇幻文學、角色扮演遊戲、漫畫書，和日本動畫中。在音樂中則有維京金屬的音樂風格，許多樂團的歌詞都和北歐神話有關。

## 九個世界
北歐神話中共有九個世界，雖然文本中曾多次提及九大世界，但沒有任何文本詳細的將九大世界一一列出，因此九大世界是哪九個尚無定論，以下為亨利·貝洛斯 (Henry Adams Bellows) 於1923年推論的九大世界：
- 阿斯嘉特 (Ásgarðr) ：亞薩神族的居所。金宮格拉茲海姆、英靈殿，與梵格爾夫都位於阿斯嘉特。
- 華納海姆 (Vanaheimr) ：華納神族的居所。有一說法認為華納海姆位於地下世界。
- 亞爾夫海姆 (Álfheimr) ：精靈的居所。
- 約頓海姆 (Jötunheimr) ：巨人的居所。
- 米德加爾特 (Miðgarðr) ：人類的居所。這裡有由冰、火、空氣構成的三色彩虹橋(Bifrost)，可以通往神國。
- 穆斯貝爾海姆 (Múspellsheimr) ：火之國。金倫加鴻溝之南，由巨人史爾特爾 (Surtr) 守護的酷熱國度。除了史爾特爾每天坐在寶座靜觀，其餘的火巨人和火焰士兵都只會在諸神黃昏前三天甦醒並活動。
- 斯瓦塔爾法海姆 (Svartálfaheimr) ：黑暗精靈的居所。
- 尼德威阿爾 (Niðavellir) ：侏儒之國。侏儒是厲害的巧匠，擁有種種神祕的力量和深遂的知識，打造過很多寶物。奧丁的槍岡格尼爾、索爾的鎚妙爾尼爾、海姆達爾的劍豪弗 (Hǫfuð) 皆出自侏儒之手。
- 尼福爾海姆 (Niflheimr) ：霧之國，亦作赫爾海姆，冰冷多霧的永夜之國，亡者的國度。死法不光榮的死者 如：病死、老死、意外而死都會來到這裡永遠痛苦的徘徊，光榮的死者則會去到英靈殿。

然而，亨利·貝洛斯對於尼德威阿爾是否為第九世界則只是臆測。在詩體埃達中尼德威阿爾也被稱為斯瓦塔爾法海姆。而有時候，尼福爾海姆與赫爾海姆則被認為分別是兩個世界，只是彼此的分別模糊不清。

## 神祇
- 奧丁：亞薩神族的主神，又稱眾神之父 (Allfather)，獨眼，常戴大兜帽行於戰場，養有兩隻烏鴉，名為記憶和心靈；掌管戰爭、死亡、智慧、詩歌等。奧丁曾經以右眼為代價，向密米爾換取一口智慧之泉的泉水。奧丁曾經將自己獻祭給奧丁（獻祭給自己），奧丁用長槍在身上刺了九個洞，並倒掛在世界之樹上，無水無食，風吹日曬九天九夜之後，奧丁在樹下發現了盧恩文字即铭文 (rune)。
- 弗麗嘉（Frigga）：奧丁之妻。婚姻和家庭之神、負責紡織雲彩。
- 索爾：奧丁之子。雷電之神、戰爭與農業之神。
- 希芙：索爾之妻，土地和收穫女神。
- 洛基：淘氣和惡作劇之神。約頓海姆的巨人，非亞薩神族，奧丁的結拜兄弟，擁有變形的能力。其父法布提，其母勞菲，洛基有兩個兄弟 Helblinde 和 Býleistr ，洛基是八腳馬斯萊普尼爾的「母親」，洛基變形成母馬與公馬斯瓦迪爾法利生下了斯萊普尼爾。洛基的妻子是希格恩，他們的孩子是納爾維 (Narvi ) 和瓦利 (Vali)；洛基也和曾和女巨人安格塔波達結婚，誕下了冥界女王赫爾、巨狼芬里爾和中土世界巨蟒耶夢迦德。
- 巴德爾（Baldur）：光明之神。奧丁和弗麗嘉之子，曾被洛基陷害而被攣生兄弟霍德爾殺死，進而導致諸神黃昏。
- 霍德爾（Hodr）：黑暗之神。奧丁和弗麗嘉之子，盲眼，曾受洛基陷害而誤殺孿生兄弟巴德爾。
- 凡賽堤（Forseti）：真理與正義之神。巴德爾的兒子。
- 布拉基（Bragi）：詩詞、智慧、雄辯之神。奧丁之子，伊登之夫。
- 伊登：青春女神。布拉基之妻。阿斯嘉特萬年花園的主人，掌管恢復青春的蘋果。
- 尼約德（Njord）：海洋之神，領導华纳神族，后因政治聯姻加入阿萨神族。
- 弗雷：豐饒之神。主司收成和天氣；尼約德之子，後與弗蕾亞一起作為人質加入阿薩神族。
- 芙蕾雅（Freyja）：繁育及戰爭女神。弗雷的妹妹；她和奧丁平分戰爭中的死者。
- 提爾：獨臂戰神。被巨狼芬里爾 (Fenrir) 咬斷了右手。在一次武鬥大會中敗給奧丁，奧丁成了新的戰神，提爾則被奧丁賦予為正義之神，在除了約頓海姆與赫爾海姆的其他國度中擔任判官。
- 海姆達爾（Heimdall）：彩虹橋的看守者；擁有九界最靈敏的耳朵和最優秀的眼睛，能清楚聽見羊毛長出的聲音，能直接看到跳蚤的移動，一切都是奧丁為了讓他守護阿斯嘉特所賦予的能力。在諸神黃昏時吹響號角，與洛基戰鬥後雙雙陣亡。

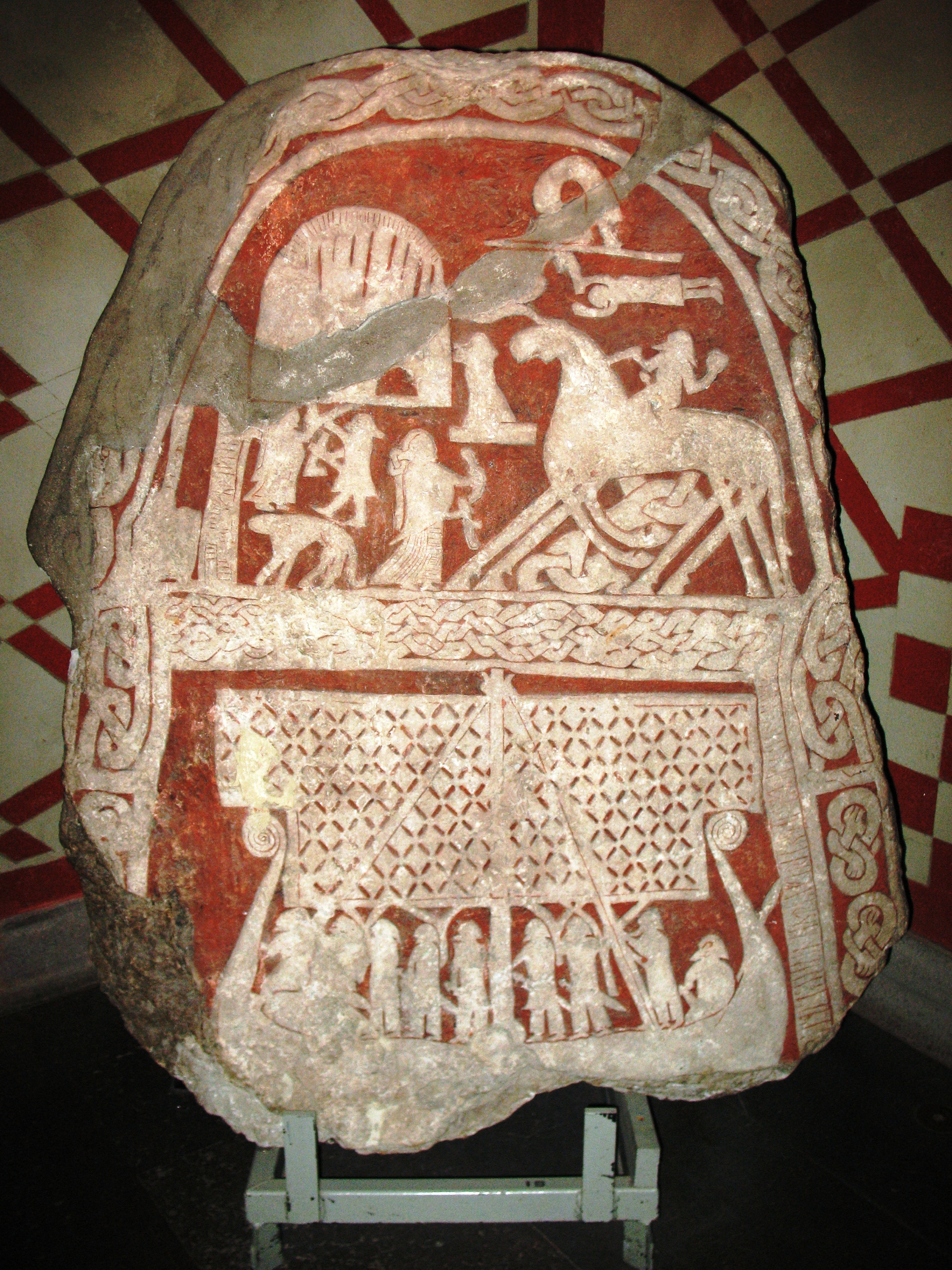
塔疆維德圖像石 (Tjängvide image stone) 上畫有北歐神話的圖像。

## 與星期的關係
北歐神話與英語中星期的名稱有很大的關聯。
- 星期日（Sunday）：巨人蒙迪爾法利（Mundilfari）之女蘇爾 (北歐神祇)（Sol）之日。是古日耳曼（Teutonic peoples）民族祭祀太陽的日子。
- 星期一（Monday）：巨人蒙迪爾法利（Mundilfari）之子瑪尼（Mani）。是盎格魯-薩克遜（Anglo-Saxon，日耳曼人一支）人的月亮之日。
- 星期二（Tuesday）：是以戰神提爾（或，北歐戰神Tyr的古英語名字）之名而定。
- 星期三（Wednesday）：這個名字來自古代祭祀主神奧丁的日子（Woden's day，是古英語對奧丁的稱呼）。
- 星期四（Thursday）：取自北歐神話中的雷神索爾。這是古日耳曼人一星期中最神聖的一天，會議通常在這天舉行，且議員中午前未出現，就會被取消資格，所以索爾也是會議的守護神。
- 星期五（Friday）：來自古英語（Frigedaeg），指的是女神弗蕾雅（Freyja）之日，或說是奧丁之妻弗丽嘉（Frigga）。不過也有人認為兩位女神有可能是同一人。
- 星期六（Saturday）：取自羅馬神話的農神──薩圖恩努斯。這是唯一和北歐神話無關的。

## 北歐神話解密
- 北歐神話的流傳：北歐神話最早流傳在瑞典、挪威及冰島一帶，甚至在北美及格陵蘭島，是日耳曼民族之一的斯堪的那維亞民族（維京人的祖先）所創。受限於缺乏文字流傳與中世紀早期基督教打壓，北歐神話遲遲未形成系統性的紀錄。此時神話主要以詩歌及散文的型式傳唱於北歐吟遊詩人（英语：Skald）之間，並隨維京海盜、商人的旅程產生一定程度的擴散。

- 約在10、11世紀左右，隨著基督教會的教育體系正式傳入斯堪地那維亞地區，一部分當地出身的傳教士以文學形式彙整記錄在地傳說，例如沃爾松格薩迦（英语：Volsunga Saga）、冰島的埃達、丹麥的丹麥人的事跡和英格蘭的貝奧武甫的等等。這部分紀錄多出於私人興趣，多在歷史動盪中散迭或塵封，直至近代之後才重新被發掘。

- 北歐的神明通常不是全能、所向無敵的，而有一定的限制，本身也要面臨滅亡的命運。《諸神的黃昏》中就體現了這一萬物同歸於盡、轉換新生的思想。

- 諸神黃昏：〈女巫的預言〉中寫到，諸神黃昏之後，世界為熊熊烈火所滅，火焰消退後新世界誕生。火焰有可能是指「火山爆發」，北歐由於地殼不穩，地震與火山活動頻繁。在古北歐人看來，火山爆發宛如世界末日，但之後誕生出的新大陸又充滿無限生機。因此將恐怖毀滅但又能誕生生命的自然現象給套用到神話中。

## 北歐神話文本
薩迦
- 詩體埃達
- 散文埃達

## 基於北歐神話的流行文化作品

### 影视作品
- 雷神索爾
- 星際之門
- 維京傳奇（Vikings）
- 摩登大聖
- 諸神黃昏 2020年NETFLIX影集

### 動畫與漫畫
- 魔偵探洛基
- 索爾 (漫威漫畫)
- 幸運女神
- 諸神的惡作劇
- 天兵公園
- 聖鬥士星矢北歐仙宫（亚斯格特）篇
- 聖鬥士星矢 黃金魂 -soul of gold-
- 聖鬥士星矢 眾神的激戰
- 史上最強弟子兼一
- 刀劍神域（ALO篇 斷鋼聖劍篇）
- 銃皇無盡的法夫納
- 進擊的巨人
- 海盜戰記
- 在地下城尋求邂逅是否搞錯了什麼

### 小說
- 阿斯嘉末日
- 奧汀的祝福
- 龙与猫之国

### 遊戲
- 戰神 （God Of War)
- 战神：诸神黄昏（God of War Ragnarok)
- 地獄之刃：賽奴雅的獻祭（Hellblade: Senua's Sacrifice）
- 刺客教條：維京紀元（Assassin's Creed: Valhalla）
- 上古卷轴V：无界天际（ The Elder Scrolls V: Skyrim）
- 神之浩劫（Smite (video game)）
- 神話世紀（Age of Mythology）
- 神之領域（Asgard）
- 仙境傳說（Ragnarok online）
- 女神戰記系列
- 奧丁領域
- 天使之戀2 (Angel Love 2)()
- 新瑪奇英雄
- 魔獸世界
- 北境之地 (Northgard)
- 神魔之塔
- 神女控（Valkyrie Crusade）()
- 奧丁：神叛
- 星辰戀曲的白色永恆 (アストラエアの白き永遠)

## 書籍
- 茅盾（方璧）。《神話研究》。百花文藝出版社。
- 李映荻/編譯。《北歐神話（页面存档备份，存于）》。台北：水牛出版社名著譯叢，1992.06.15，ISBN 9575997123。
- 艾迪絲·漢米爾頓（Edith Hamilton）/著。《希臘羅馬神話故事（页面存档备份，存于）》。宋碧雲/譯。台北：志文出版社新潮文庫317。ISBN 9575453115。
- 程羲/編著。《北歐神話故事（页面存档备份，存于）》。台灣：星光出版社，2000.07.15，ISBN 9576774276。
- 林樺/編譯。《北歐神話與英雄傳說（页面存档备份，存于）》。當代出版社，1998.05。ISBN TA7-80115-126-7。
- 視覺設計研究所/編著。《圖說希臘北歐神話（页面存档备份，存于）》。銀色快手/譯。台灣：易博士出版，2005.09.06，ISBN 9867881494。
- 德魯伊、安格斯/著。《西洋〈易經〉：消失的盧恩符文（页面存档备份，存于）》。台灣：如意文化，2005.01.15，ISBN 9867355059。
- 白蓮欣/編著。《北歐神話故事—消失已久的維京諸神傳說（页面存档备份，存于）》。台灣：好讀出版，2003.05.30，ISBN 9574554198。
- 山北篤/監修。《西洋神名事典（页面存档备份，存于）》。鄭銘德/譯，刁筱華、鄧嘉宛/審訂台灣：奇幻基地，2004.4.22，ISBN 9867576195。
- 山北篤/監修。《魔導具事典（页面存档备份，存于）》。黃牧仁、李哲逸、魏煜奇/譯，蘇竑嶂/審訂。台灣：奇幻基地，2005.2.24，ISBN 9867576551。
- 佐籐俊之、F.E.A.R./作者。《聖劍傳說（页面存档备份，存于）》。魏煜奇/譯，蘇竑嶂/審校。台灣：奇幻基地，2005.4.29，ISBN 9867576721。
- 久保田悠羅、F.E.A.R./作者。《魔法師事典（页面存档备份，存于）》。沙子芳/譯。台灣：尖端出版，2007.01.01，ISBN 9571034703。
- 葛哈德·貝林格（Gerhard Bellinger）/作者。《神話學辭典（页面存档备份，存于）》。林宏濤/譯。台灣：商周出版，2006.06.19，ISBN 9861246797。
- 苑崎透/著。《幻獸·龍事典（页面存档备份，存于）》。安然、OYUNNA/譯，陳約瑟、江沛文/中文版審定。台灣：奇幻基地出版，2004.11.08，ISBN 9867576446。
- 亞瑟·考特瑞爾/著。《歐洲神話（页面存档备份，存于）》。俞蘅/譯。太原：希望出版社，2007.1，ISBN 7537938280。
- 高平鳴海、女神研究會/著。《女神：世界各地信奉的女神小百科（页面存档备份，存于）》。台灣：可道書房，2007.3，ISBN 9789867386700。
- 司史生、伊豆平成/著。《降妖伏魔群英傳（页面存档备份，存于）》。姜歡/譯。台灣：可道書房，2007.9.4，ISBN 9789867386861。
- 健部伸明/作者。《怪物大全（页面存档备份，存于）》。蘇竑嶂/譯。台灣：奇幻基地2008.2.19，ISBN 9789866712135。
- Yves Cohat/作者。《維京人──強盜與水手（页面存档备份，存于）》。張容/譯。台灣：時報出版，1995.8.15，ISBN 9571317772。